# Tramea eurybia
Tramea eurybia là loài chuồn chuồn trong họ Libellulidae. Loài này được Selys mô tả khoa học đầu tiên năm 1878.